# Золотой поезд (фильм)
«Золотой поезд» (пол. Złoty pociąg, рум. Trenul de aur) — художественный фильм совместного польско-румынского производства, исторический боевик режиссёра Богдана Порембы.
В основу фильма положена подлинная история спасения золота из Национального банка Польши на сумму 90 миллионов долларов в момент нападения Германии 1 сентября 1939 года.

## Сюжет
Действие фильма начинается 31 августа 1939 года, накануне нападения нацистской Германии на Польшу. На пограничную польскую станцию прибывает поезд из Германии, но в нём уже не пассажиры, в нём отряд диверсантов.
5 сентября 1939, Варшава, государственный банк. Спецслужбы принимают решение скрытно вывезти 80 тонн польского золота. Поскольку грузовые автомашины реквизированы военными, для перевозки решено использовать городские автобусы. Не хватает и водителей, поэтому в число шоферов этой колонны попадает пан Зимянский — известный автогонщик. У сопровождающих автоколонну спецслужб возникает подозрение, что Зимянский не тот, за кого себя выдаёт. Впоследствии выясняется, что не один Зимянский в колонне работал на немцев.
Осложняет дело ещё и то, что колонну бомбят, да и непонятно, куда везти золото — ведутся переговоры с правительствами нейтральных государств. А пока колонна едёт в сторону Румынии, чтобы там погрузить золото на поезд.

## В ролях
- Рышард Котыс — Смит
- Вацлав Улевич — Бобрук
- Сильвиу Станкулеску — Гафенку
- Ежи Молга — Ковальский
- Эва Серва — Барбара, дочь Ковальского
- Збигнев Клодавски — Янек
- Дан Кондуреш — Ласкарция
- Георге Козорич — Арманд Кэлинеску
- Митикэ Попеску — Мунтяну
- Иоланта Грушниц — Галина
- Эва Куклинская — Рената
- Томаш Заливский — Гурский
- Анджей Красицкий — Заремба, директор Банка Польши
- Эдвард Вихура — член дирекции Банка Польши
- Аркадиуш Базак — унтерштурмфюрер Рудольф Ланг
- Магдалена Целювна
- Мирча Албулеску — машинист Георге

## Советское закадровое озвучивание
Фильм озвучен на русский язык на киностудии «Мосфильм» в 1989 году.
- Режиссёр озвучивания — Александр Гордон
- Звукооператор — Юлия Булгакова
- Автор литературного перевода — Яков Храпов
- Редактор — Ольга Палатникова

Текст читал Александр Белявский.